# ...4..3..2..1...morte
…4..3..2..1…morte (bra: Amanhã, o Último Dia; em castelhano:  Órbita mortal) é um filme alemão-hispano-monegasco-italiano de 1967, do gênero ficção científica, dirigido por Primo Zeglio e baseado no universo literário de Perry Rhodan.

## Sinopse
O malvado Homer Larkin planeja roubar as riquezas encontradas na Lua antes que os governantes da Terra façam uso delas.

## Elenco
- Perry Rhodan: Lang Jeffries
- Thora: Essy Persson
- Crest: John Karlsen
- Homer Arkin: Pinkas Braun
- O líder dos Criminosos: Gianni Rizzo
- Flipper: Daniel Martin
- Dr. Sheridan: Ann Smyrner
- Reginald Bull (como "Burly"): Luis Davila
- Dr. Haggard: Stefano Sibaldi